# Ben Ledi
Der Ben Ledi (gälisch: Beinn Leitir) ist ein Berg in den Trossachs, im Nordwesten der schottischen Stadt Stirling, im gleichnamigen Council Area und wird als Corbett klassifiziert. Nordwestlich liegt die Ortschaft Callander, wo ein beliebter Ausgangspunkt zur Besteigung des Berges liegt. Bekannt wurde der Berg in literarischen Kreisen durch Walter Scotts Gedicht Lady of the Lake, die sich auf die Sage um Nimue stützt.
Über die Ebene der Stadt betrachtet wirkt er wie ein Südausläufer der Highlands. Die Herkunft der Bezeichnung Ledi gab den Sprachwissenschaftlern einige Rätsel auf. Wahrscheinlich geht der Name des Berges auf seine Benennung als Beinn le Dia zurück, was übersetzt „Berg des Guten“ oder „des Lichts“ bedeutet.
Der Berg prägt das Landschaftsbild stark, kann über diverse Routen bestiegen werden und bietet lohnenden Gipfelblick. Alte Wälder, riesige eiszeitliche erratische Felsen im Stank Glen („Flussbett-Tal“) imponieren beim Anstieg. Nördlich des Gipfels liegt der Loch Lochan nan Corp. Einst wurden auf dem Gipfel Beltane, also Sommeranfangsfeste, gefeiert. 1887 wurde ein Steinmännchen auf dem Gipfel errichtet, zu Ehren des goldenen Thronjubiläums von Königin Victoria (Golden Jubilee of Queen Victoria).

## Einzelnachweise

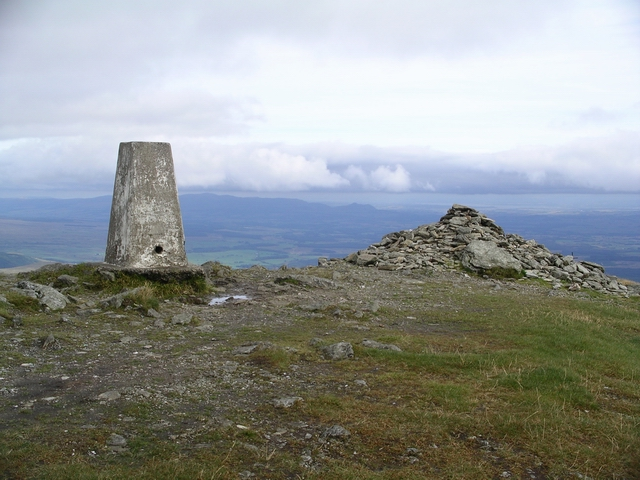
Auf dem Gipfel des Ben Ledi